# 曼东区
曼东区，旧译芒东区，是缅甸佤邦勐冒縣下辖的一个区。

## 地理
曼东区位于勐冒县西部，东、北两面接公明山区，南接联合区和格龙坝区，西临萨尔温江，西北接富邦县纳威区。

## 区划沿革
1974年，北佤县设立曼东区。

## 行政区划
曼东区下辖8乡，51个自然村：
- 岗社乡
- 龙夸乡：帕梅村[2]
- 永如乡
- 梅如乡
- 永耍乡：永定村
- 曼莫乡（拥模乡）
- 曼东乡（Eung' Man Ton）：巩崩村[3]
- 永让乡（永然乡）
- 龙帕乡[4]

## 民族
曼东区有佤族、傣族和汉族3种民族，佤族占99%。